# Heap overflow
Heap overflow, o heap overrun, è il nome usato per indicare un buffer overflow che avviene nell'area dati dell'heap. A differenza dello stack, dove la memoria viene allocata staticamente, nell'heap essa viene allocata in modo dinamico dalle applicazioni a run-time e tipicamente contiene dati dei programmi utente.
Gli heap overflow vengono solitamente usati dai cracker per abusare di programmi contenenti alcune vulnerabilità dovute a un'insufficiente validazione degli input, a un calcolo sbagliato della memoria da allocare o a un superamento del limite massimo di memoria allocabile. L'attacco avviene come segue: se un'applicazione copia dei dati senza preventivamente controllare se trovano posto nella variabile di destinazione, il cracker può fornire al programma un insieme di dati troppo grande per essere gestito correttamente, andando così a sovrascrivere i metadati (cioè le informazioni di gestione) dell'heap, prossimi alla destinazione dell'insieme di dati. In questo modo, l'attaccante può sovrascrivere una locazione arbitraria di memoria, con una piccola quantità di dati. Nella maggior parte degli ambienti, questo può fornire all'attaccante il controllo dell'esecuzione del programma.
La vulnerabilità Microsoft JPEG GDI+  MS04-028 è un esempio del pericolo che un heap overflow può rappresentare per un utente informatico. In sintesi, questa vulnerabilità permetteva, durante la visualizzazione di una immagine JPEG ed attraverso un buffer overrun, l'esecuzione di codice malevolo in remoto che, se eseguito nello spazio di un utente con privilegi di amministratore, permetteva all'attaccante di prendere il controllo dell'intero sistema.
La metodologia di attacco solitamente varia a seconda delle diverse implementazioni delle funzioni di allocazione dinamica della memoria.

## Rilevare e prevenire gli heap overflow
Esistono applicazioni in grado di rilevare gli heap overflow dopo che sono avvenuti, abortire quindi l'applicazione e registrare l'evento nei log di sistema. Esistono inoltre applicazioni in grado di prevenire gli heap overflow e ridurre la probabilità che un heap overflow possa avere effetti su un programma in esecuzione.